# 메살리나

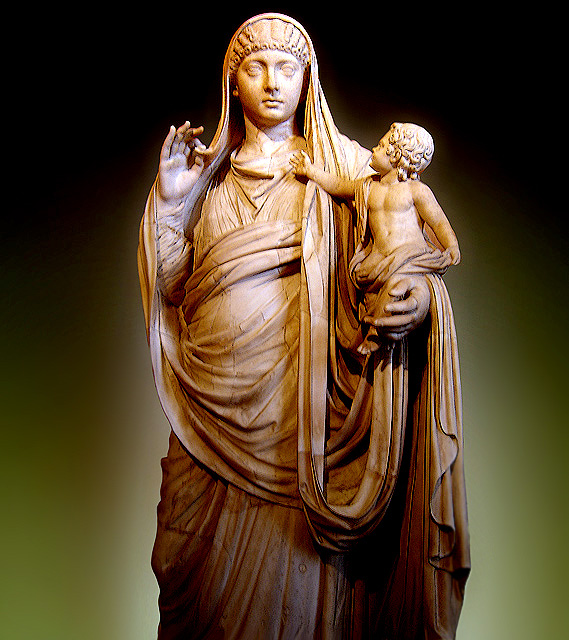
메살리나 동상. 아들을 앉고있다. (루브르 박물관)

메살리나(Messalina, 17/20년 경 ~ 48년)는 로마 황제 클라우디우스의 셋째 아내이다. 황제 네로의 사촌이자 황제 칼리굴라의 둘째 사촌이다. 지나친 성행위(난혼)으로 유명세를 떨친 강하고 영향력있는 여성이었다. 남편에 대한 공모 혐의로 사형에 처해졌다.